# Российский футбольный союз
Росси́йский футбо́льный сою́з (РФС) — общероссийская общественная организация, основными целями которой являются развитие и популяризация футбола в Российской Федерации. Занимается организацией и проведением спортивных мероприятий по футболу во всех его разновидностях на национальном уровне (чемпионат России, Кубок России, Суперкубок России и др.), формированием и подготовкой спортивных сборных команд страны, повышением роли футбола во всестороннем, гармоничном развитии личности, укреплении здоровья граждан и формировании здорового образа жизни.
Полное наименование юридического лица — Общероссийская общественная организация «Российский футбольный союз».
Штаб-квартира РФС находится в Москве. С весны 2008 года расположена по адресу: 115172, г. Москва, ул. Народная, дом № 7. До этого находилась на втором этаже здания Олимпийского комитета России в доме № 8 по Лужнецкой набережной.

## История

### Российская империя
Начиная с 1910 года в российском футбольном сообществе выдвигались идеи создания единой руководящей футбольной организации, в частности существовало предложение Санкт-Петербургской футбольной лиги, адресованное представителям Московской футбольной лиги, о создании союза. Участие сборной России в официальных международных соревнованиях могло осуществляться только после появления национальной футбольной организации и вступления её в ФИФА. Перед Олимпийскими играми в Стокгольме, к началу 1912 года был сформирован временный комитет для создания ВФС, в который вошли:
- от Москвы — К. Г. Бертрам и Р. Ф. Фульда;
- от Петербурга — А. Д. Макферсон, Г. В. Гартлей, А. Ф. Пирсон и Г. А. Дюперрон[1];
- от Севастополя — С. П. Пестерев[3].

Учредительное собрание Всероссийского футбольного союза состоялось 6 (19) января 1912 года в Санкт-Петербурге в ресторане «Вена» на углу Малой Морской и Гороховой улиц.
По итогам собрания, председателем Всероссийского футбольного союза был избран А. Д. Макферсон, товарищами председателя Р. Ф. Фульда и Г. В. Гартлей, секретарями Г. А. Дюперрон и К. Г. Бертрам, казначеем Шинц (Петербург), членами правления Е. Р. Бейнс (Москва), А. Ф. Пирсон и А. Н. Шульц, кандидатами в члены правления — К. П. Бутусов (Петербург) и Патрон (Одесса). В качестве устава для российских футбольных обществ были приняты уставы Петровского кружка любителей спорта и Сокольнического клуба спорта, на основе указанного устава официально утверждены около пятнадцати российских клубов, в ВФС принята Петербургская студенческая футбольная лига. Для ВФС официальными были приняты правила ФИФА.
В том же 1912 году Всероссийский футбольный союз принят в ФИФА. На тот момент членами ВФС являлись футбольные союзы Петербурга, Москвы, Одессы, Риги, Киева и Лодзи. В состав ВФС входили 52 организации.

### СССР
6 мая 1959 года на учредительной конференции была основана Федерация футбола СССР. Как и её предшественники, Федерация футбола СССР занималась организацией отечественного чемпионата, международными связями и развитием всего отечественного футбола в целом. Первым председателем был избран Валентин Гранаткин.
В связи с двойным руководством футбола в стране, в 1972 году Федерация футбола СССР была реорганизована. С этого момента наблюдается резкий спад результатов сборной СССР. С 1972 по 1982 год сборной СССР ни разу не удалось попасть на чемпионат мира и Европы. В истории отечественной футбольной сборной настаёт худший период. Всем было очевидно, что лучших результатов сборная страны добилась в те годы, когда у отечественного футбола было двойное руководство — общественное и государственное. Именно поэтому в 1990 году была восстановлена Федерация футбола СССР.

### С 1992 года

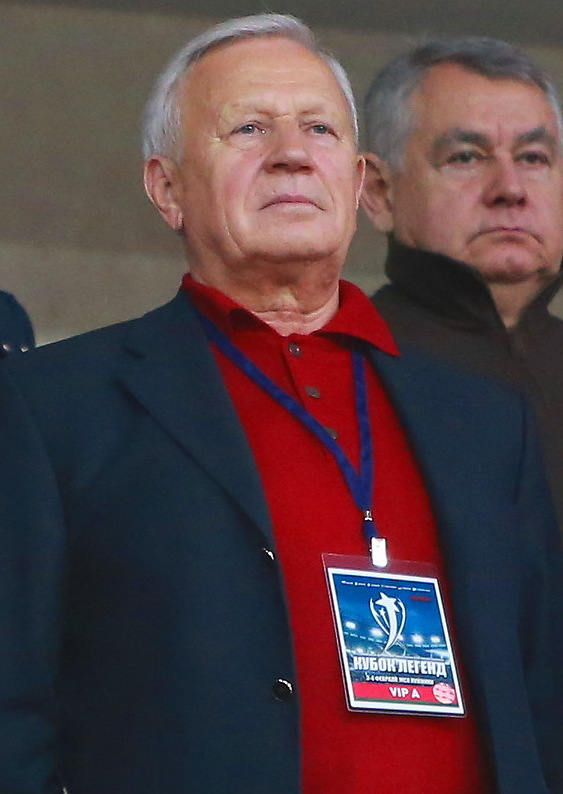
Вячеслав Иванович Колосков —первый президент Российского футбольного союза.

10 января 1992 состоялся пленум Федерации футбола СССР (позже она была преобразована в Ассоциацию футбольных федераций СНГ), на котором было объявлено о проведении двух турниров − Открытого чемпионата и кубка Содружества независимых государств. В нём выразили желание принять участие 22 команды из России, Азербайджана, Белоруссии, Узбекистана, Таджикистана, Казахстана, Кыргызстана, Абхазии и Приднестровья. Из российских клубов в нём предполагалось участие пяти московских команд − «Спартака», «Динамо», «Локомотива», «ЦСКА», «Торпедо», а также «Ротора», «Уралмаша», нижегородского «Локомотива», «Ростсельмаша» и «Зенита». Было заявлено о проведении первенства России в высшей, первой и второй лигах. Вдобавок планировалось, что каждая республика получит в чемпионате как минимум одно гарантированное место.
Московские клубы такое положение дел категорически не устраивало. 1 февраля состоялась встреча руководителей пяти столичных клубов. Спартаковцы Олег Романцев и Николай Старостин, армейцы Павел Садырин и Виктор Мурашко, динамовцы Валерий Газзаев и Николай Толстых, торпедовцы Евгений Скоморохов и Юрий Золотов, локомотивцы Юрий Семин и Виталий Шевченко подготовили меморандум, в котором заявили об отказе участвовать в чемпионате СНГ. В условиях безвластия они отмежевались и от старой федерации футбола РСФСР во главе с Юрием Нырковым, и от новообразованной Всероссийской ассоциации футбола (ВАФ) под руководством Анзора Кавазашвили. Это явно сыграло на руку Вячеславу Колоскову, чьи позиции на тот момент выглядели как никогда шаткими. Но опытнейший функционер, как всегда, нашел единственно правильный для себя выход из положения.
3 февраля Колосков провел официальную встречу с бунтовщиками, а 8-го была созвана всероссийская футбольная конференция, на которой был образован Российский футбольный союз. Присутствующие, проигнорировав юридически закрепленный факт существования ВАФ, создали РФС, президентом которого избрали Колоскова. В тот же день РФС породил в своих недрах Профессиональную футбольную лигу (ПФЛ) во главе с Николаем Толстых. Можно сказать, в тот день и появился на свет чемпионат России.
РФС был признан ФИФА и стал правопреемником Федерации футбола СССР.
20 декабря 2023 года исполком РФС проголосовал против перехода в AFC и  принял решение остаться в UEFA.

## Руководство
С момента формирования Союза, 8 февраля 1992 года, президентом был Вячеслав Колосков, оставивший свой пост в ответ на постоянную критику.
2 апреля 2005 года на пост президента 96-ю голосами из 99 возможных был избран Виталий Леонтьевич Мутко. Он руководил союзом четыре с половиной года, в течение которых российский футбол добился определённого прогресса, в частности, сборная заняла 3-е место на ЧЕ-2008, юношеская сборная до 17 лет выиграла первенство Европы-2006, ЦСКА выиграл Кубок УЕФА, клуб «Зенит» выиграл Кубок и Суперкубок УЕФА. Однако затем последовал регресс, апофеозом которого стал проигрыш сборной России словенцам в ответном стыковом матче отборочного турнира ЧМ-2010, приведший к невыходу россиян на ЧМ. 24 ноября 2009 года, через несколько дней после проигрыша словенцам, на внеочередной конференции Российского футбольного союза исполком Союза утвердил отставку Виталия Мутко с поста президента организации; в тот же день исполняющим обязанности президента РФС был назначен Никита Павлович Симонян, он находился в должности до 3 февраля 2010 года, когда состоялись выборы нового главы РФС. Одной из причин ухода Мутко стало пожелание президента Российской Федерации Д. А. Медведева о том, что государственные чиновники должны в течение месяца освободить посты глав спортивных федераций.
3 февраля 2010 года президентом РФС был избран Сергей Фурсенко. По его инициативе состоялся переход чемпионата России на европейскую схему «осень-весна». После того как сборная России не смогла выйти из группы на Евро-2012, Фурсенко взял вину на себя и покинул пост. Исполняющим обязанности президента РФС вновь стал Никита Симонян.
3 сентября 2012 года на внеочередной конференции РФС президентом был избран Николай Толстых. 31 мая 2015 года он был отправлен в отставку; за прекращение полномочий было отдано 235 голосов при необходимых 225, против — 196, воздержались — 22.

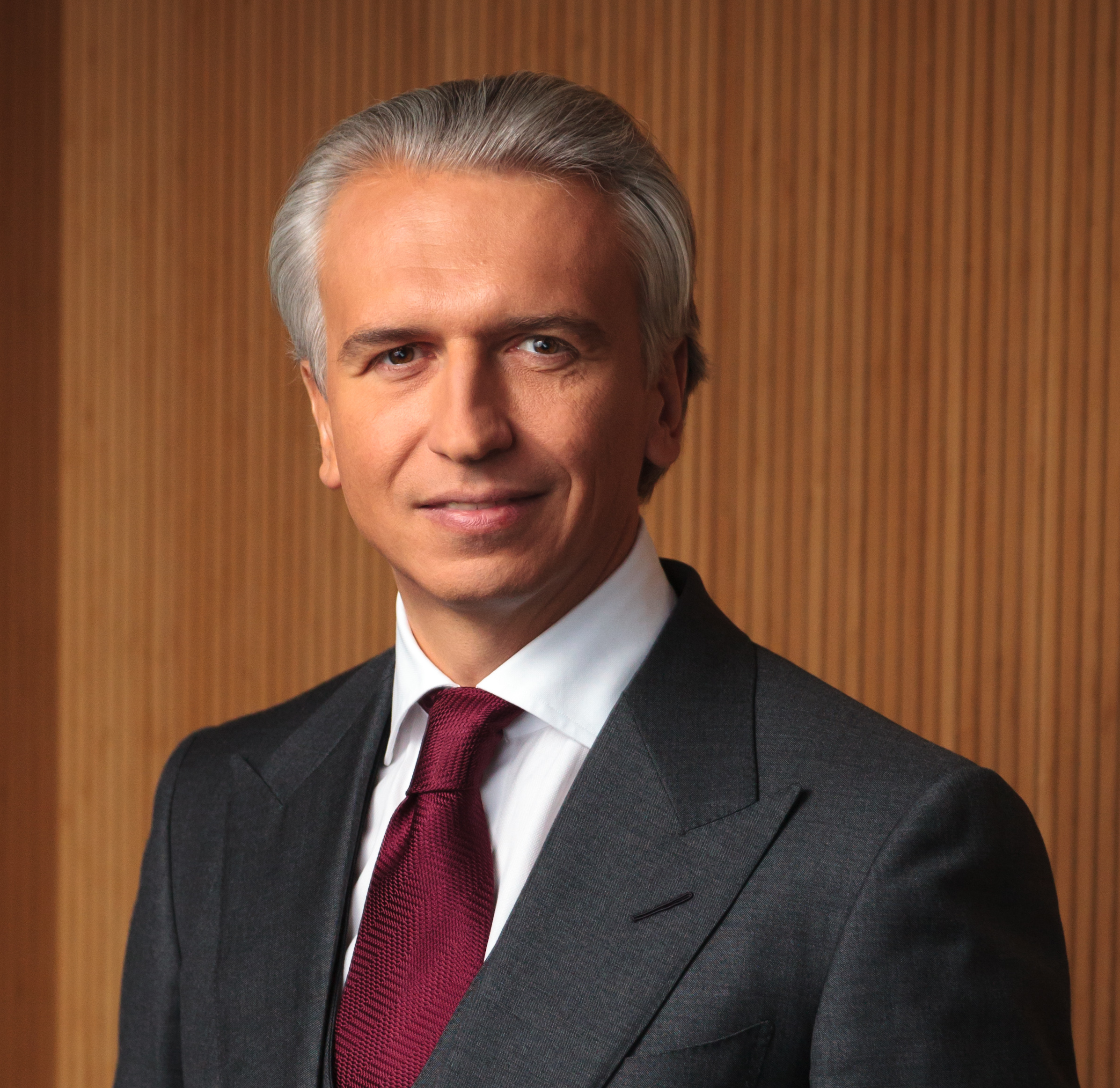
Действующий Президент РФС Александр Дюков

2 сентября 2015 года на внеочередной конференции РФС президентом на безальтернативной основе вновь был избран Виталий Мутко. Срок его полномочий составляет 1 год — до сентября 2016 года.
24 сентября 2016 года Виталий Мутко был переизбран на пост главы РФС.
25 декабря 2017 года в связи со скандалом в российском спорте Виталий Мутко приостановил деятельность на посту главы РФС, а 19 декабря 2018 года покинул пост.
С 25 декабря 2017 года по 19 декабря 2018 года временно исполняющим обязанности главы РФС являлся Александр Алаев, а с 19 декабря 2018 года по 21 февраля 2019 года — Сергей Прядкин.
22 февраля 2019 года на пост президента РФС избран Александр Дюков. Выборы президента организации прошли на внеочередной конференции в Москве. Дюков был единственным кандидатом на выборах на пост главы РФС. 4 февраля 2021 года был переизбран на срок 4 года.. Главой попечительского совета РФС с апреля 2019 года является Леонид Михельсон.
| Должность             | Имя                        | Начало работы                             | Конец работы                                                                |
| --------------------- | -------------------------- | ----------------------------------------- | --------------------------------------------------------------------------- |
| Президент             | Вячеслав Колосков          | 8 февраля 1992                            | 2 апреля 2005                                                               |
| Президент             | Виталий Мутко              | 2 апреля 2005                             | 24 ноября 2009                                                              |
| Президент             | Никита Симонян (и. о.)     | 24 ноября 2009                            | 3 февраля 2010                                                              |
| Президент             | Сергей Фурсенко            | 3 февраля 2010                            | 25 июня 2012                                                                |
| Президент             | Никита Симонян (и. о.)     | 25 июня 2012                              | сентября 2012                                                               |
| Президент             | Николай Толстых            | 3 сентября 2012                           | 31 мая 2015                                                                 |
| Президент             | Никита Симонян (и. о.)     | 31 мая 2015                               | 1 сентября 2015                                                             |
| Президент             | Виталий Мутко              | 2 сентября 2015                           | 25 декабря 2017 (приостановил деятельность); 19 декабря 2018 (покинул пост) |
| Президент             | Александр Алаев (и. о.)    | 25 декабря 2017                           | 19 декабря 2018                                                             |
| Президент             | Сергей Прядкин (и. о.)     | 19 декабря 2018                           | 21 февраля 2019                                                             |
| Президент             | Александр Дюков            | 22 февраля 2019                           | н. в.                                                                       |
| Генеральный секретарь | Александр Тукманов         | декабрь 1998                              | апрель 2005                                                                 |
| Генеральный секретарь | Вячеслав Чазов             | апрель 2005                               | сентябрь 2005                                                               |
| Генеральный секретарь | Борис Брезгин              | апрель 2006                               | июль 2006                                                                   |
| Генеральный секретарь | Сергей Прядкин             | ноябрь 2006 (и. о. с июля по ноябрь 2006) | ноябрь 2007                                                                 |
| Генеральный секретарь | Евгений Калакуцкий (и. о.) | ноябрь 2007                               | март 2008                                                                   |
| Генеральный секретарь | Алексей Сорокин            | июль 2008                                 | декабрь 2010                                                                |
| Генеральный секретарь | Андрей Балашов             | февраль 2011                              | ноябрь 2011                                                                 |
| Генеральный секретарь | Александр Алаев            | 22 ноября 2011                            | 12 сентября 2013                                                            |
| Генеральный секретарь | Андрей Соколов             | 12 сентября 2013                          | 9 декабря 2013                                                              |
| Генеральный секретарь | Александр Алаев            | 18 декабря 2013                           | 16 августа 2022                                                             |
| Генеральный секретарь | Максим Митрофанов          | август 2022                               | н. в.                                                                       |

С сентября 2005 года по апрель 2006 года в РФС формально не было генерального директора — его обязанности исполнял президент РФС Виталий Мутко, хотя он не получал должность «и. о. гендиректора РФС». С апреля по июль 2008 года пост генерального директора также никто не занимал.

## Выборы президента

### 2005 год
2 апреля 2005 года на внеочередной конференции РФС ушёл в отставку первый президент союза Вячеслав Колосков. Первоначально на должность претендовали четверо — представитель Санкт-Петербурга в Совете Федерации Виталий Мутко (выдвинут от Федерации футбола Петербурга, кандидатура поддержана Федерациями футбола Северо-Запада, Южного федерального округа, Ленинградской области и Москвы), генеральный директор РФС Александр Тукманов, президент Всероссийской ассоциации футбола Анзор Кавазашвили, вице-президент ярославского «Шинника» Михаил Жуков.
Жуков и Тукманов сняли свои кандидатуры до проведения голосования, в котором приняло участие 99 человек. За Мутко проголосовали 96 членов РФС, за Кавазашвили — 1, два бюллетеня были признаны недействительными.

### 2010 год
В связи с отставкой Виталия Мутко с поста президента РФС 3 февраля 2010 года на внеочередной конференции союза состоялись выборы нового президента.
В голосовании принимали участие 109 делегатов отчётно-выборной конференции РФС. Итоги:
1. Фурсенко, Сергей Александрович, президент ЗАО «Национальная медиа группа» — 95 голосов, избран президентом на 5 лет
2. Аминов, Алишер Анатольевич, президент Фонда развития футбола — 11 голосов
3. Кузьмин, Сергей Сергеевич, вице-президент ФК «Волга» (Ульяновск) — снялся в пользу Фурсенко

3 бюллетеня недействительны.

### 2012 год
После отставки Сергея Фурсенко 25 июня 2012 года исполняющим обязанности президента РФС стал Никита Павлович Симонян. Выборы нового президента прошли 3 сентября 2012 года на внеочередной отчётно-выборной конференции РФС в московском отеле «Ренессанс».
В голосовании участвовали 103 члена РФС — региональные федерации (64) и 39 юридических лиц. Каждая федерация имела четыре голоса, юридическое лицо — один голос. Общее число голосов — 325. Для победы в первом туре одному из кандидатов нужно было набрать не менее 75 % голосов. В случае второго тура, для победы нужно было набрать более 50 %. В третьем туре для победы достаточно было простого большинства голосов.
Кандидатами были зарегистрированы:
| Кандидат                       | Должность                                                                                           | Кем выдвинут |
| ------------------------------ | --------------------------------------------------------------------------------------------------- | --- |
| Аминов, Алишер Анатольевич     | Вице-президент ООО «Институт независимой экспертизы и права»                                        | Федерацией футбола инвалидов России |
| Белецкий, Валерий Васильевич   | Исполнительный директор НП «Футбольный клуб „Новая генерация“»                                      | Федерацией футбола Республики Коми |
| Лебедев, Игорь Владимирович    | Заместитель председателя Государственной думы                                                       | Федерацией футбола Смоленской области |
| Ловчев, Евгений Серафимович    | Обозреватель отдела футбола ЗАО «Советский спорт»                                                   | Общероссийской общественной организацией «Всероссийская федерация футбола» |
| Прядкин, Сергей Геннадьевич    | Президент НП «Российская футбольная премьер-лига»                                                   | НП «Российская футбольная премьер-лига» |
| Толстых, Николай Александрович | Исполнительный директор Общероссийского союза общественных объединений «Олимпийский комитет России» | Федерацией футбола Ульяновской области, Ивановской областной федерацией футбола, Саратовской областной федерацией футбола, Федерацией футбола Мурманской области, Омской областной федерацией футбола, Федерацией футбола Калининградской области, Кировской областной федерацией футбола, Федерацией футбола Костромской области, Детской футбольной лигой, Московской федерацией футбола |
| Тумаев, Владимир Алексеевич    | Заместитель директора АУ УР «Футбольный клуб Зенит-Ижевск»                                          | Федерацией футбола Удмуртской Республики |

Владимир Тумаев на конференцию не прибыл.
Голосование в первом туре:
1. Толстых — 139
2. Прядкин — 118
3. Лебедев — 9
4. Белецкий — 4
5. Аминов — 2
6. Ловчев — 2
7. Тумаев — 0

Перед вторым туром снялись Аминов (в пользу Толстых), Лебедев (в пользу Прядкина), Ловчев.
Голосование во втором туре:
1. Толстых — 148
2. Прядкин — 124
3. Белецкий — 1

Президентом РФС был избран Николай Толстых.

## Деятельность РФС

### Сборные России
- Основная команда
- Молодёжная сборная
- Женская сборная
- Женская молодёжная сборная

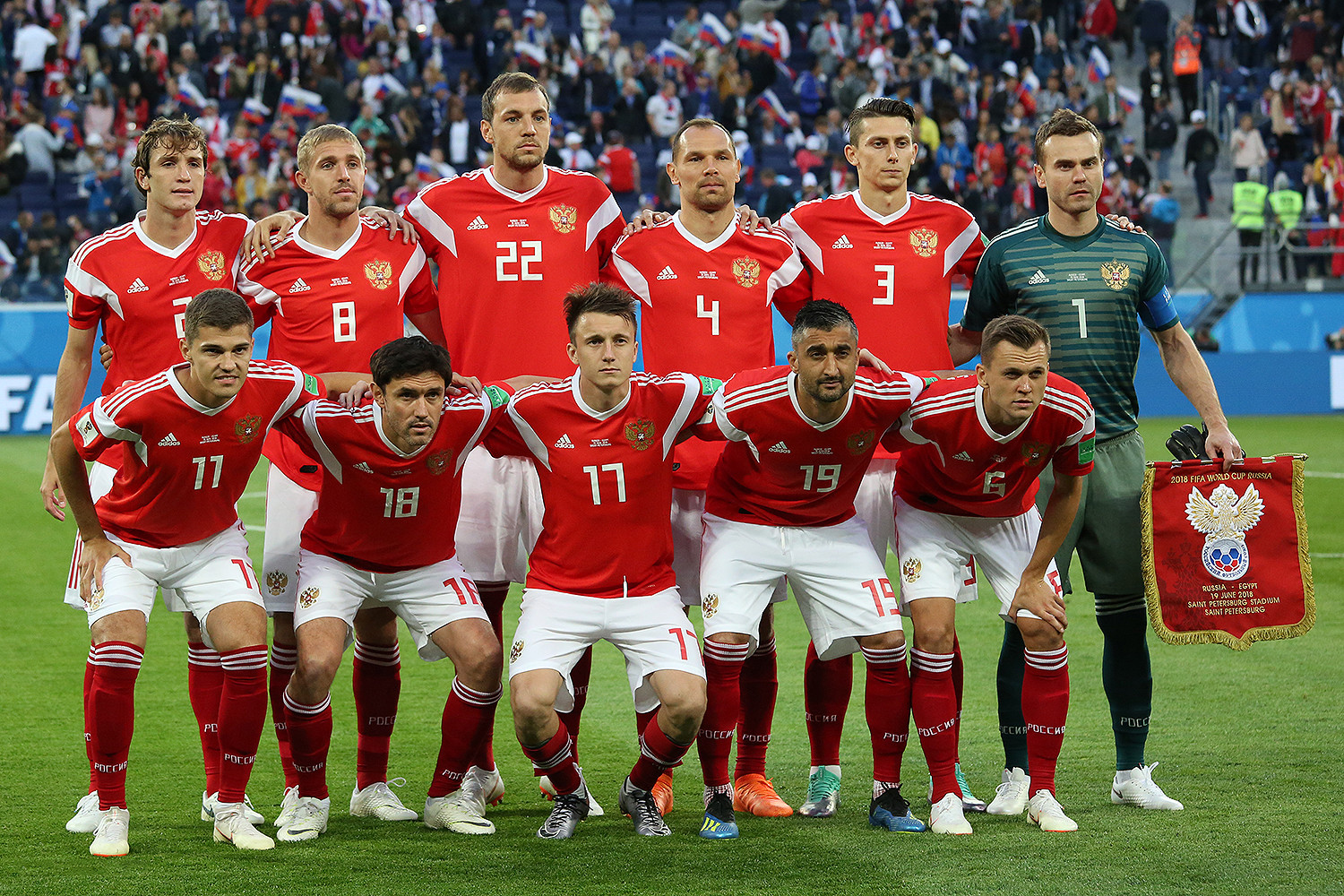
Сборная России перед игрой против сборной Египта на чемпионате мира по футболу 2018 года.

Кроме того, существуют несколько юношеских сборных и женская юниорская команда.

## Премии и звания
- Ежегодная премия «Лучший футболист России»
- Ежегодная премия «Лучшая футболистка России»
- Ежегодная премия «Лучший футбольный тренер России»
- Ежегодная премия «Лучший вратарь России»
- Ежегодная премия «Лучший бомбардир России»
- Ежегодная премия «Лучшая футбольная команда России»
- Ежегодная премия «Лучший футбольный судья России среди мужчин»
- Ежегодная премия «Лучший футбольный судья России среди женщин»
- Ежегодная премия «Открытие года»
- Ежегодная премия «За пропаганду футбола»
- Ежегодная премия «За вклад в развитие футбола»
- Ежегодная национальная премия «Первая пятёрка»

В 2018 году Российский футбольный союз стал лауреатом премии CAFE (Центр доступа к футболу в Европе) за вклад в улучшение доступности футбола для людей с инвалидностью, а также их вовлечение в футбольное пространство.
21 марта 2019 года Российский футбольный союз (РФС) и компания «МегаФон» заключили новое соглашение о сотрудничестве. Соглашение будет действовать до 2021 года. По его условиям, компания будет телеком-партнёром сборной России и стратегическим партнёром российского футбола.